# Gor'kijryggen
Gor'kijryggen är en bergstopp i Antarktis. Den ligger i Östantarktis. Norge gör anspråk på området. Toppen på Gor'kijryggen är 1 803 meter över havet, eller 10 meter över den omgivande terrängen. Bredden vid basen är 0,67 km.
Terrängen runt Gor'kijryggen är varierad. Trakten är obefolkad. Det finns inga samhällen i närheten. 